# Quarta Teoria Política
A Quarta Teoria Política (em russo: Четвертая политическая теория; romaniz.: Chetvertaya Politicheskaya Teoriya) é um livro da autoria do politólogo russo Aleksandr Dugin publicado em 2009. No livro, o autor propõe uma nova ideologia política, a quarta teoria política, que visa a superação das teorias políticas da modernidade — numeradas cronologicamente — sendo a primeira teoria o liberalismo, a segunda, o comunismo, e a terceira, o fascismo.

## Teoria
Dugin advoga o conceito de Dasein, oriundo do pensamento de Martin Heidegger, como sujeito histórico do projeto de uma quarta teoria política, em contraposição aos sujeitos históricos das teorias pretéritas, bem como o conceito de multipolaridade como uma via para a autodeterminação dos povos (considerados em seus elementos civilizacionais e identitários próprios), confrontando o imperialismo estadunidense. Outro dos objetivos da quarta teoria é solucionar problemas surgidos com a modernidade e intensificados após o estabelecimento da hegemonia liberal, como a crise global econômica de 2007-2008.

## Influência

Bandeira da União da Juventude Eurasiana

A revista Foreign Affairs publicou artigo em que afirma ser Dugin e sua teoria o motivo intelectual que suscitou a ação do presidente russo Vladimir Putin ao executar a anexação da Crimeia à Federação Russa em 2014, posição corroborada pelo filósofo francês Alain de Benoist. Esta teoria serve como base do movimento eurasiano moderno na Rússia, tendo como principal bastião o Partido da Eurásia, presidido por Dugin, assim como de outros no exterior da Rússia.
Entre exemplos de mobilizações identificadas com a quarta teoria política fora da Rússia, encontram-se a organização etnopluralista e anticapitalista internacional Nova Resistência (em inglês:  New Resistance), sediada nos Estados Unidos. A revista Newsweek, criticamente acusou o então Estrategista-Chefe da Casa Branca, Steve Bannon, de ter ligações ideológicas com Dugin, liame confirmado pelo próprio Dugin e repetido pelo The Independent, que ainda ressaltou a influência do filósofo sobre Putin e Recep Erdogan. A quarta teoria política é citada como uma influência para a direita alternativa estadunidense, a exemplo de que mesmo Matthew Heimbach, presidente do Partido Trabalhador Nacionalista, expressou afinidade com a teoria.
Na França, a quarta teoria política recebeu grande apoio de antigos setores políticos, não apenas da extrema-direita como também de mais tradicionais e moderados grupos gaullistas, motivando a fundação da Égalité et Réconciliation, cujo fundador Alain Soral escreveu o prefácio das edições francesa e inglesa do livro A Quarta Teoria Política. Na Espanha, grupos de influência direta da quarta teoria incluem a União Sindical de Trabalhadores, a União Sindical de Estudantes e a Alternativa Jovem.
No Brasil, existem adeptos da Quarta Teoria Política, principalmente na "Nova Resistência".